# Línea de agua holandesa
La Línea de agua holandesa  (en neerlandés: Hollandsche Waterlinie, ortografía moderna: Hollandse Waterlinie) se refiere a una serie de defensas acuáticas concebidas por Mauricio de Nassau a comienzos del siglo XVII y materializadas por su medio hermano Federico Enrique. En combinación con masas de agua naturales, la Línea de agua podía utilizarse para transformar a Holanda, la región más occidental de los Países Bajos y adyacente al Mar del Norte, casi en una isla. En el siglo XIX, la Línea se amplió para incluir Utrecht. Se trata de una red de fortificaciones y vías fluviales organizadas para formar un sistema de defensa militar que protegía las principales ciudades del oeste de los Países Bajos.
El 26 de julio de 2021, la línea se agregó a la Línea de defensa de Ámsterdam para convertirse así en las Líneas de agua de defensa neerlandesas, Patrimonio de la Humanidad de la UNESCO.

## Historia
A comienzos de la guerra de los Ochenta Años contra España, los neerlandeses se dieron cuenta de que inundar zonas bajas podía constituir una defensa excelente contra tropas enemigas. Esto había quedado demostrado, por ejemplo, durante el asedio de Leiden en 1574. En la mitad posterior de la guerra, cuando la provincia de Holanda había quedado liberada de tropas españolas, Mauricio de Nassau planeó una defensa que incluía una línea de tierra inundada protegida por fortalezas que iba desde la bahía de Zuiderzee (actual lago IJsselmeer) hasta el río Waal.

### Antigua línea de agua holandesa

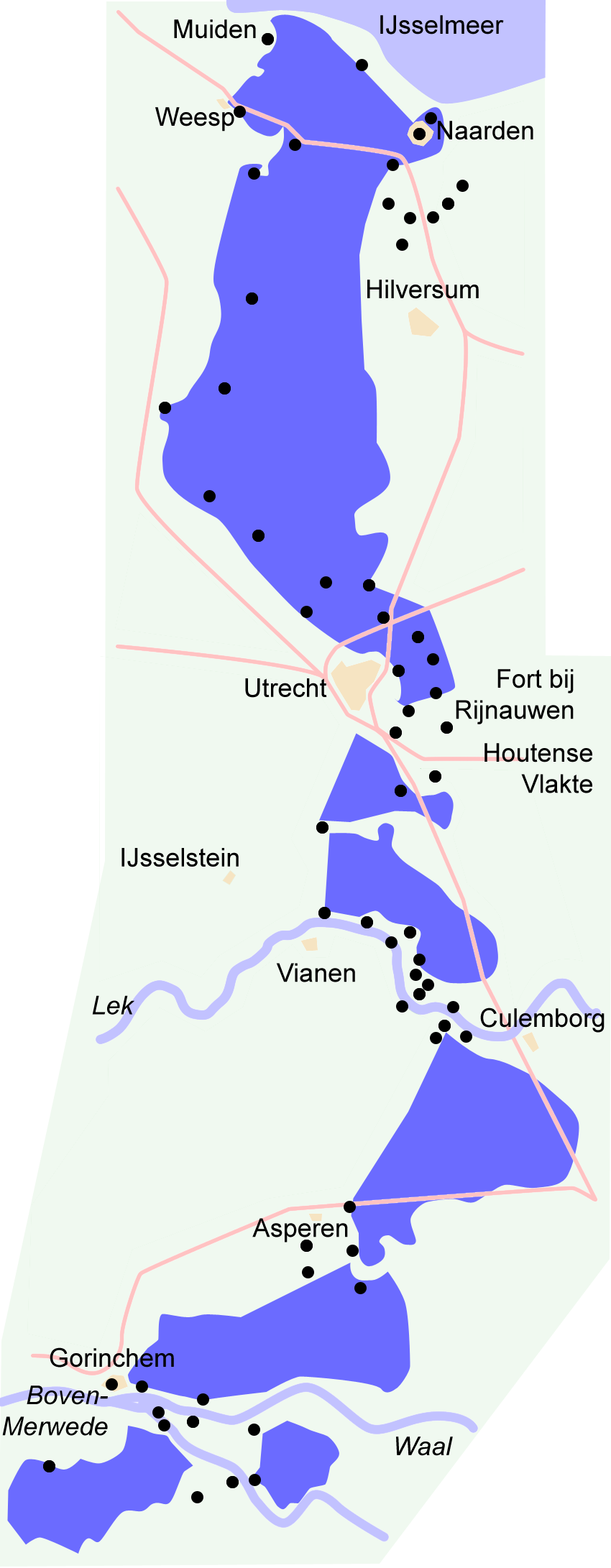
Mapa de la Nueva Línea de Agua

En 1629, el príncipe Federico Enrique dio inicio a la ejecución del plan. Se construyeron esclusas en fuertes y diques, y se erigieron pueblos fortificados en puntos estratégicos a lo largo de la línea, cuyos cañones cubrían los diques que atravesaban la línea de agua. El nivel del agua en las áreas inundadas era cuidadosamente mantenido a un nivel lo suficientemente profundo como para hacer que los avances a pie fueran precarios, pero lo suficientemente pando como para hacer imposible el uso efectivo de embarcaciones (aparte de las barcazas de fondo plano que usaban los defensores neerlandeses). Asimismo, obstáculos adicionales como zanjas o las llamadas <i>trous de loup</i> (lit. bocas de lobo, trampas cazabobos en las que se enterraban estacas Punji), y muy posteriormente alambre de púas y minas terrestres, fueron puestas escondidas bajo el nivel del agua. Los árboles que bordeaban los diques que constituían los únicos caminos a través de la línea podían ser transformados en abatises en épocas de guerra. En invierno, el nivel del agua podía ser manipulado para debilitar la capa de hielo, mientras que el hielo mismo podía ser usado al romperse para formar obstáculos adicionales que dejarían a las tropas que avanzaran expuestas al fuego de los defensores durante más tiempo.

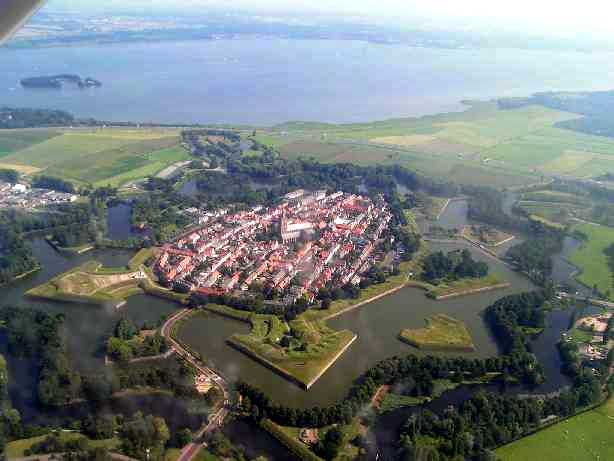
Vista aérea de la ciudad fortificada de Naarden. Se puede apreciar el diseño en forma de estrella de los baluartes de tierra, diseñados en la era de la pólvora temprana para colocar armas exteriores y obligar al enemigo a mantener la distancia y así proteger la ciudad contra bombardeos.

La Línea de agua neerlandesa demostró su valor menos de cuarenta años después de su construcción en medio de la guerra franco-neerlandesa (o tercera guerra anglo-neerlandesa) en 1672, cuando impidió que los ejércitos de Luis XIV conquistaran Holanda, si bien el congelamiento de la línea estuvo a punto de dejarla inutilizada. En 1794 y 1795, los ejércitos revolucionarios franceses lograron superar el obstáculo que planteaba la línea de agua holandesa, pero sólo gracias a las fuertes heladas que habían congelado las zonas inundadas.

### Nueva línea de agua holandesa

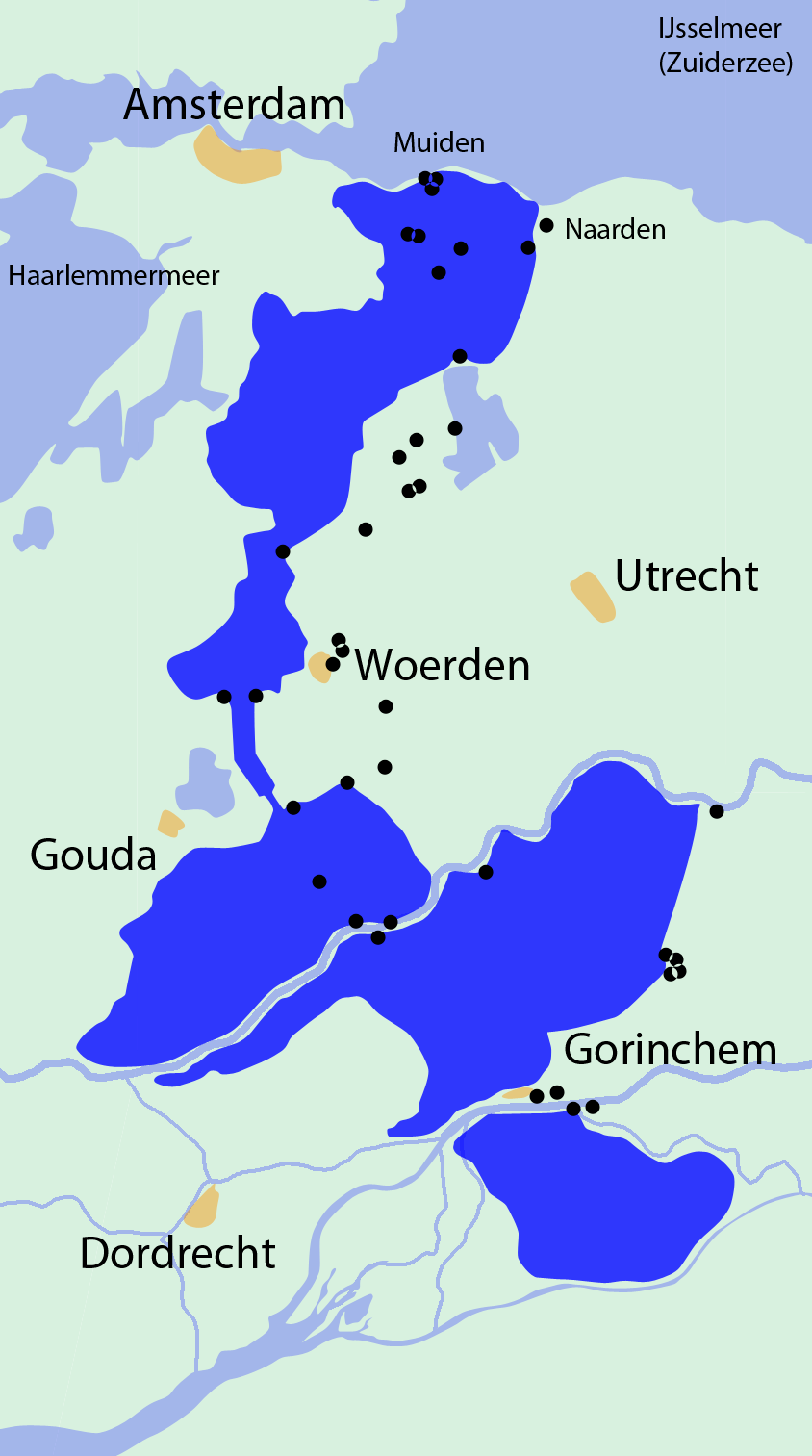
Mapa de la antigua línea de agua

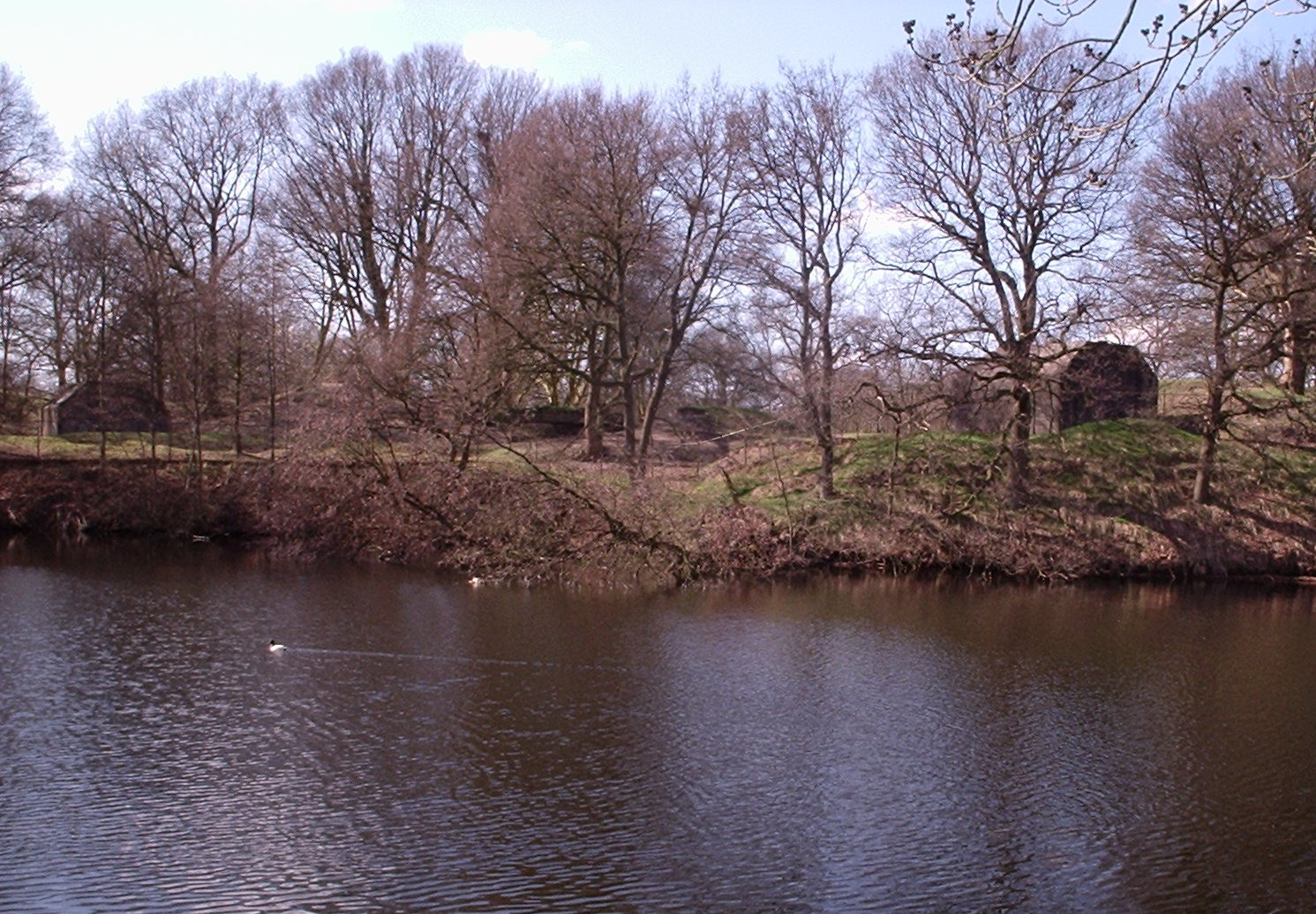
Refugios de hormigón en Fort Ruigenhoek

Tras la derrota final de Napoleón en la batalla de Waterloo (1815), se creó el Reino Unido de los Países Bajos. Poco después de su formación, el rey Guillermo I decidió que se modernizara la línea de agua, que en consecuencia fue desplazada parcialmente al este de Utrecht.
En los 100 años que siguieron, la principal línea de defensa neerlandesa habría de ser la nueva Línea de Agua. Fue ampliada y modernizada aún más en el siglo XIX, incluyendo fuertes que tenían torres de armas redondas reminiscentes de las torres Martello. Si bien la línea fue movilizada, nunca fue atacada durante la guerra franco-prusiana de 1870 ni durante la Primera Guerra Mundial.
Con el inicio de la Segunda Guerra Mundial, la mayoría de fortificaciones de tierra y ladrillo en la Línea de Agua eran demasiado vulnerables a la artillería y bombas modernas como para resistir asedios prolongados. Para remediar esta situación, una gran cantidad de fortines fueron añadidos. No obstante, los neerlandeses habían decidido utilizar una línea de defensa principal más al oriente, la llamada Línea Grebbe, y a la Línea de Agua se le reservó un papel secundario.
Cuando la Línea Grebbe fue rota el 13 de mayo, el ejército de campaña se retiró a la Línea de Agua. Con todo, las tácticas modernas tenían la habilidad de eludir las líneas de defensa fijas, como había ocurrido con la Línea Maginot francesa. Mientras el ejército neerlandés libraba una batalla fija en la Línea Grebbe, tropas alemanas aerotransportadas capturaron por sorpresa los accesos en el sur hacia el centro de la «Fortaleza Holanda», con los puentes de Moerdijk, Dordrecht y Róterdam como puntos clave. Cuando la resistencia se mantuvo incesantemente, los alemanes obligaron a los neerlandeses a rendirse gracias a bombardeos aéreos sobre Róterdam y amenazas de hacer lo mismo sobre Utrecht y Ámsterdam.
El equivalente a unos 50 mil millones de euros fueron gastados en la Nueva Línea de Agua Neerlandesa desde que se le concibió en 1815 hasta su última modernización en 1940.
Tras la Segunda Guerra Mundial, el gobierno neerlandés propuso un rediseño de la línea de agua para contrarrestar con ello una posible invasión soviética. Esta tercera versión de la Línea de Agua fue construida más al oriente en río IJssel (la Línea IJssel ) y en Güeldres. En el caso de que ocurriera una invasión, las aguas del Rin y del Waal serían desviadas hacia el IJssel, inundando el río y las tierras cercanas. El plan nunca llegó a ponerse a prueba y fue desmantelado por el gobierno neerlandés en 1964.

#### Dimensiones y unidades
| Longitud            | 85 kilómetros    |
| Ancho               | 3–5 kilómetros   |
| Área                | 50.000 hectáreas |
| Obras defensivas    | 60               |
| Zonas de inundación | 10 cuencas       |

### En la actualidad

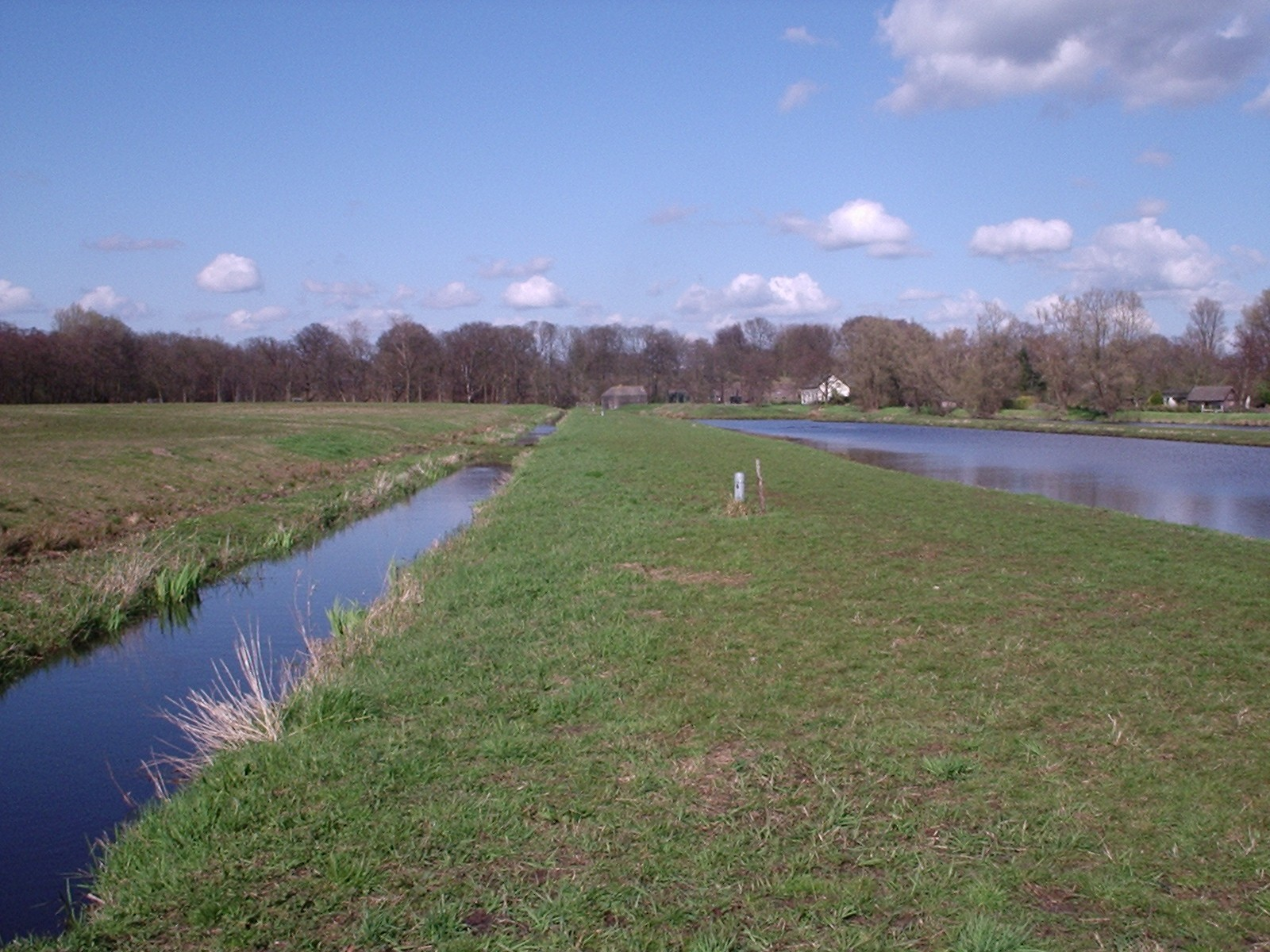
Zona de inundación cerca de Fort Ruigenhoek

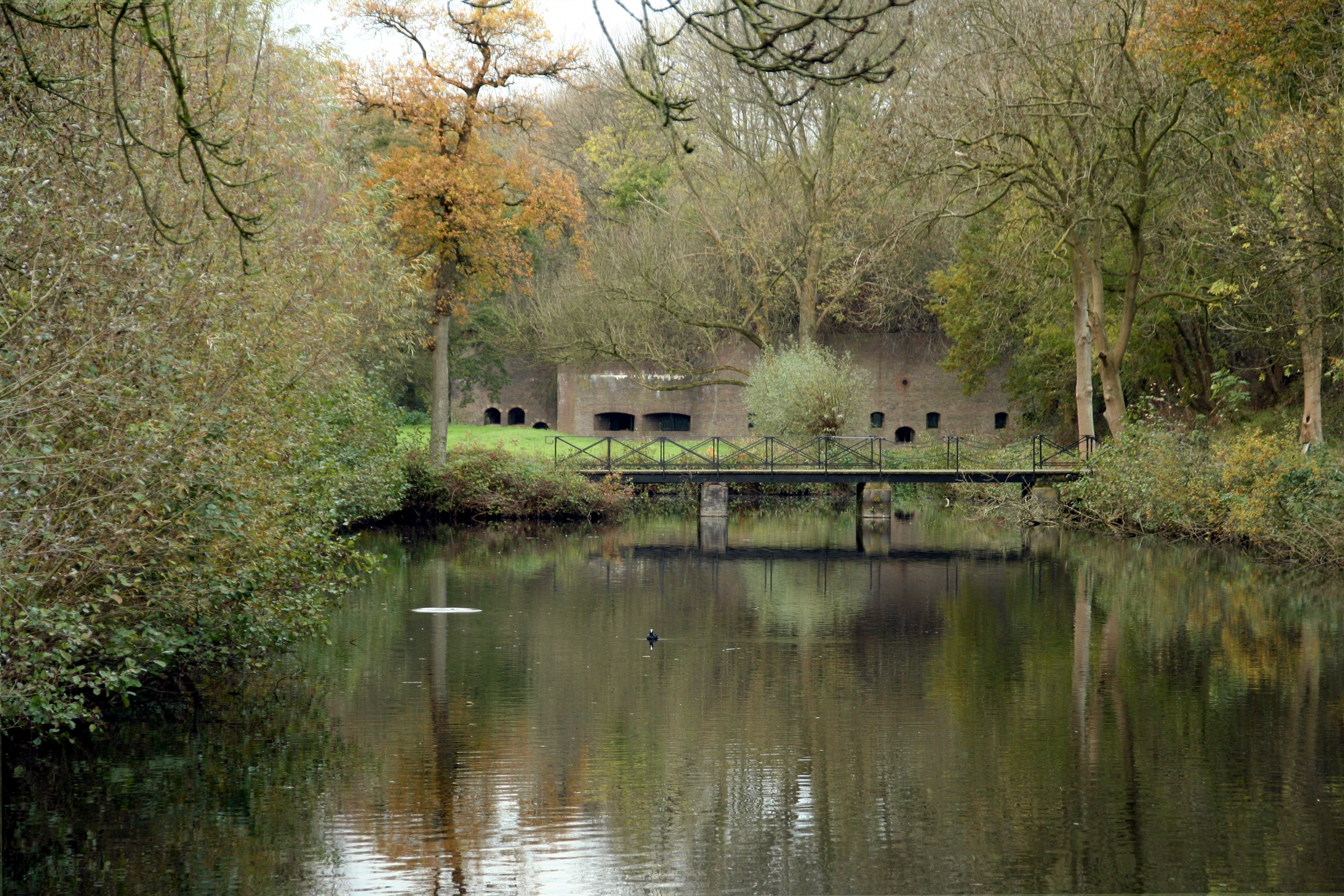
Imagen del Fuerte Rhijnauwen desde el Vossegatsedijk

En la actualidad se mantienen intactos muchos de los fuertes de la línea. Existe un renovado interés en la línea de agua por su belleza natural, y se organizan recorridos en bicicleta y rutas de senderismo que tienen como tema la línea. Algunos de los fuertes están abiertos para que los ciclistas/excursionistas pernocten. Otros son empleados en una variedad de usos, por ejemplo como jardín botánico, como es el caso en la Universidad de Utrecht en el fuerte de Hoofddijk.
Debido a la naturaleza única de la línea, el gobierno neerlandés consideró que la línea defensiva entera fuera nominada como Patrimonio de la Humanidad por la UNESCO, como lo habían hecho con el anillo de fortalezas alrededor de Ámsterdam. La línea de agua fue agregada como Patrimonio de la Humanidad por la UNESCO el 26 de julio de 2021.
La artista conceptual Agnes Denes ha desarrollado un plan maestro de 25 años, el Masterplan Nieuwe Hollandse Waterlinie, que incluye un conjunto de mapas de la Nueva Línea de Agua, detallando planes para protegerla  de diversos problemas, entre ellos las grandes inundaciones.
Uno de los fuertes de la línea Bunker 599fue abierto en 2010 como obra de arte de acceso público. El búnker fue abierto en dos y se colocó una pasarela a lo largo de él formando así una instalación que permite ver el interior y el costado opuesto del búnker.

## Fuertes y aldeas fortificadas en la Nueva Línea de Agua
Para proteger los puntos débiles de la línea de agua se construyeron una serie de fuertes y aldeas fortificadas.
Fuertes sobre la línea en orden de norte a sur.
Fuertes construidos explícitamente para defender una ciudad o aldea son mencionados con la ciudad/pueblo correspondiente entre paréntesis.
- Batería permanente De Westbatterij (Muiden)
- Castillo Muiderslot (Muiden)
- Ciudad fortificada de Muiden
- Ciudad fortificada de Weesp
- Fuerte de Ossenmarkt (Weesp)
- Fuerte Uitermeer
- Fuerte Hinderdam
- Fuerte Ronduit (Naarden)
- Ciudad fortificada de Naarden
- Baterías permanentes en Karnemelksloot (Naarden)
- Fuerte Uitermeer
- Fuerte Kijkuit
- Fuerte Spion
- Fuerte Nieuwersluis
- Fuerte cerca de Tienhoven
- Fuerte de Klop (Utrecht)
- Fuerte de Gagel (Utrecht)
- Fuerte de Ruigenhoeksedijk (Utrecht)
- Fuerte Blauwkapel (Utrecht)
- Fuerte de Voordorpsdijk (Utrecht)
- Fuerte de Biltstraat (Utrecht)
- Fuerte menor en Hoofddijk (Utrecht)
- Fuerte de Rhijnauwen (Utrecht)
- Lunetten, una serie de pequeños fuertes en forma de media luna:

- Lunet I (Utrecht)
- Lunet II (Utrecht)
- Lunet III (Utrecht)
- Lunet IV (Utrecht)

- Fuerte Vechten (Utrecht)
- Fuerte Hemeltje
- Fuerte Jutphaas (Nieuwegein)
- Fuerte menor Werk en Waalse Wetering
- Fuerte menor Werk en Korte Uitweg
- Lunet en Snel
- Fuerte Honswijk
- Fuerte menor en Groeneweg
- Fuerte Everdingen
- Fuerte menor en Spoel
- Fuerte Pannerden
- Fuerte Boven en Lent
- Fuerte menor en el ferrocarril cerca de Diefdijk
- Fuerte de Asperen
- Fuerte de Nieuwe Steeg
- Fuerte en Vuren
- Ciudad fortificada de Gorcum
- Ciudad fortificada de Woudrichem
- Castillo de Loevestein
- Fuerte menor de Bakkerskil
- Fuerte Steurgat
- Fuerte de Uppelse Dijk (Fuerte Altena)
- Fuerte Giessen